# Jack Bauer (ciclista)
Jack Bauer (nascido em 7 de abril de 1985, em Takaka) é um ciclista profissional neozelandês, que atualmente compete para a equipe estadunidense Mitchelton-Scott.